# Pałac Królewski w Gödöllő

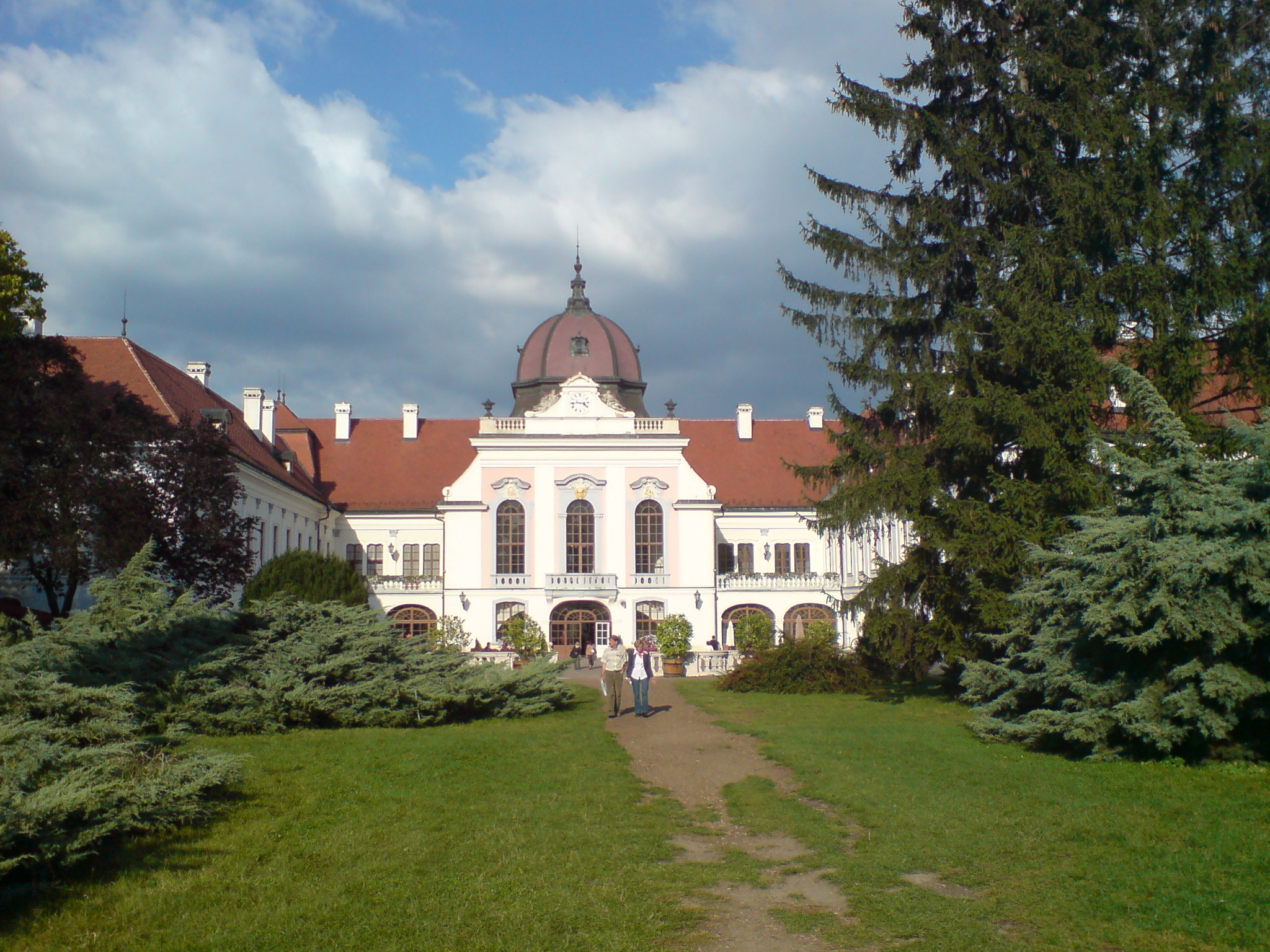
Widok z górnego ogrodu na zachodnią fasadę pałacu.

Pałac Królewski w Gödöllő (węg. Gödöllői Királyi Kastély lub częściej Grassalkovich-kastély (Gödöllő) ) – c.k. pałac położony w mieście Gödöllő, ok. 25 km na północny wschód od Budapesztu na Węgrzech. 
Pałac został zbudowany w XVIII w. dla grafa Antala Grassalkovicha. W II połowie XIX wieku był ulubioną rezydencją austriackiej cesarzowej i węgierskiej królowej Elżbiety, znanej jako „Sissi“. Po drugiej wojnie światowej, za władzy komunistycznej, pałac został mocno zaniedbany i zaczął chylić się ku upadkowi. Od 1996 jest partiami restaurowany i udostępniany do zwiedzania.
Pałac Królewski jest – mierząc zabudowaną powierzchnię zasadniczą – największym pałacem na Węgrzech.

## Historia pałacu

### Czasy przed zbudowaniem pałacu
Gödöllő zostało wymienione po raz pierwszy w XIV wieku, jednak aż do chwili nabycia go przez grafa Antala Grassalkovicha nie odgrywało znaczącej roli w historii kraju. Do XVIII wieku Gödöllő było małą, nieznaczną chłopską osadą położoną w dolinie otoczonej pagórkami. Dobra ziemskie należały do różnych właścicieli a stosunki własnościowe często się zmieniały. Przerwane one zostały przez panowanie tureckie nad Węgrami (od 1541). Zalążek wioski stanowił skromny dworek szlachecki i niewielki kościół, w miejscu których został wzniesiony późniejszy pałac.

### Epoka Grassalkovichów

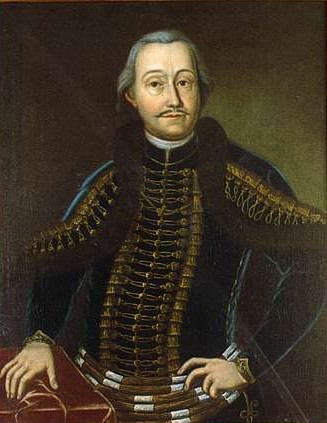
Inwestor pałacu, graf Antal Grassalkovich I (1694–1771) na XVIII-wiecznym obrazie pędzla nieznanego malarza.

Po wypędzeniu Turków osmańskich na przełomie XVII i XVIII wieku (zob. Historia Węgier#Habsburgowie), ukształtowała się na Węgrzech nowa arystokracja. Do najwybitniejszych przedstawicieli nowo powstałego stanu należał w owym czasie Antal Grassalkovich I, który z niższego chorwackiego ziemiaństwa awansował na dwór wiedeński, gdzie należał do zaufanych ludzi Marii Teresy.
Grassalkovich nabył między 1723 a 1748 posiadłość Gödöllő od jej wcześniejszych właścicieli. Po 1735 rozpoczął budowę pałacu i zakrojonej na dużą skalę posiadłości. Pałac powstał w latach 1735–1745 jako trójskrzydłowe założenie, które jeszcze dziś zawiera dziedziniec wewnętrzny. W latach 1746–1749 i ponownie w 1752–1759 pałac rozbudowano.
Antal Grassalkovich l otrzymał w 1732 tytuł barona a w 1743 Maria Teresa podniosła go do stanu grafów. W konsekwencji pałac był nie tylko oznaką samego nabytego majątku, ale miał też odzwierciedlać pozycję polityczną. Marię Teresę i grafa Grassalkovicha połączyły więzy przyjaźni a cesarzowa urządziła sobie w pałacu rząd pokoi, w których w 1751 na krótko zamieszkała.
Graf Antal Grassalkovich I zmarł w 1771 pozostawiając pałac w spadku swojemu synowi, Antalowi Grassalkovichowi II (1734–1794), który w 1784 został podniesiony do godności księcia. Nie był on jednak zbytnio zainteresowany w położonej na uboczu posiadłości i rezydował najchętniej w Wiedniu i w Bratysławie, która wówczas była stolicą Węgier. W Gödöllő zlecił on wprawdzie dokonanie kilku przebudów, jednakże pałac w tamtym czasie był przeważnie zarządzany przez kasztelana. Synowi brakowało ekonomicznej umiejętności ojca i bogata niegdyś rezydencja popadła z czasem w długi, które w 1794 przeszły na Antala Grassalkovicha III (1771–1841). Młody książę powiększył jeszcze górę długów a posiadłości w Gödöllő po 1796 znalazły się pod zarządem przymusowym. Dopiero od lat 20. XIX w. Antal Grassalkovich III częściej zatrzymywał się w Gödöllő, z którego przedtem prawie nie korzystał. W tym czasie zarządził on przekształcenie barokowego ogrodu w park krajobrazowy a w pałacu podejmował często polityka i reformatora Istvána Széchenyiego.
Książę Antal Grassalkovich III zmarł w 1841 bez męskiego potomka, co oznaczało wygaśnięcie męskiej linii rodu Grassalkovichów. Jednak jeszcze w czasie zarządu przymusowego pałac odziedziczyła żeńska linii rodu Viczay. 
W 1849 pałac był wykorzystywany krótko, jako baza oddziałów rewolucjonistów węgierskich pod wodzą Lajosa Kossutha. 
W 1850 posiadłość kupił bankier György Sima, który z kolei w 1864 sprzedał ją bankowi belgijskiemu.

### Pałac jako rezydencja dynastii węgierskiej

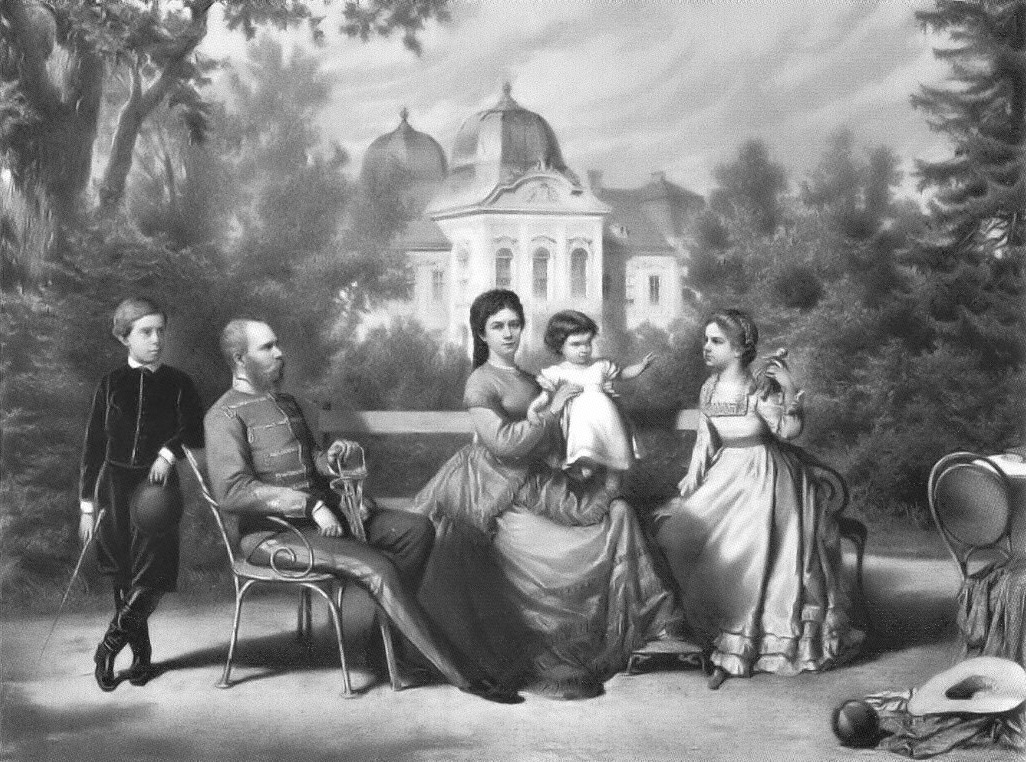
Rodzina królewska przed pałacem, sztych z 1869

W 1866 pałac był wykorzystywany jako lazaret dla rannych żołnierzy walczących w wojnie prusko-austriackiej. W tym czasie zamek odwiedziła po raz pierwszy austriacka cesarzowa Elżbieta i wyraziła życzenie nabycia posiadłości, na co jednak, ze względu na koszty wojny, nie uzyskała zgody cesarza. W roku 1867 doszło do zawarcia ugody austriacko-węgierskiej, w wyniku której powstały dualistyczne Austro-Węgry. 15 marca rząd złożył przysięgę wierności Franciszkowi Józefowi I a 8 czerwca tego samego roku w Budzie odbyła się koronacja Franciszka Józefa I na "Apostolskiego Króla Węgier". 
Stary pałac Grassalkovichów, którym rok wcześniej zainteresowała się cesarzowa, został nabyty przez państwo węgierskie i przekazany jako prezent koronacyjny królowi Węgier i jego małżonce. Z okazji koronacji zamek odrestaurowano i przebudowano a park zalesiono. Zaplanowaną wówczas linię kolejową poprowadzono w pobliżu pałacu, a dla rodziny królewskiej przygotowano osobną poczekalnię.
Pałac stał się ulubionym miejscem pobytu królowej Elżbiety, która nienawidziła surowej, cesarskiej etykiety dworskiej w wiedeńskich pałacach Schönbrunn i Hofburg. W Gödöllő mogła ona, poza protokołem i ceremoniałem dworskim, prowadzić bardziej swobodny tryb życia niż w stolicy Austrii. Do swej śmierci w 1898 spędziła tu ponad 2000 dni, przeważnie wiosną i jesienią. Okolice Gödöllő przeżyły dzięki regularnym wizytom członków dynastii królewskiej gospodarczy rozkwit, a samo Gödöllő stało się pod koniec XIX w. ulubionym miejscem letniskowym dla budapeszteńskich wyższych sfer.
Po zamordowaniu Elżbiety cesarz Franciszek Józef I odwiedzał pałac coraz rzadziej, zatrzymując się tu po raz ostatni w 1911. Jego następca, Karol I w Gödöllő zatrzymywał się tylko na krótko, po raz ostatni w październiku 1918; wynik przegranej wojny sprawił, że jego kolejny przyjazd do Gödöllő stał się niemożliwy.

### Pałac w XX wieku
Po 1918 pałac przeszedł pod zarząd węgierskiego Ministerstwa Finansów. W następstwie zmian politycznych w 1919 znalazł się na krótko we władzy Węgierskiej Republiki Rad. W tym czasie pałac został splądrowany i przekształcony na sierociniec.
Węgierska Republik Rad została obalona w sierpniu przez oddziały pod wodzą Miklósa Horthyego, który w 1920 objął władzę jako Regent Królestwa Węgier. Jako zastępca króla otrzymał on prawo użytkowania pałacu w Gödöllő i zajął wcześniejsze pokoje Franciszka Józefa I, jego żona natomiast otrzymała dawne apartamenty królowej Elżbiety. Z tego względu przebudowano wnętrze pałacu i na nowo go umeblowano. Horthy wykorzystywał pałac w Gödöllő do celów reprezentacyjnych podejmując w nim wybitne osobistości tamtych czasów jak król Włoch Wiktor Emanuel III czy późniejszy brytyjski monarcha Edward VIII.
Podczas drugiej wojny światowej pałac był bombardowany, poza tym odniósł niewielkie zniszczenia. W grudniu 1944 zajęły go oddziały Wehrmachtu, które wkrótce zostały zmuszone do odwrotu przez oddziały Armii Czerwonej. Potem pałac został splądrowany i ostatecznie przeznaczony na cele wojskowe. Skrzydło północne obsadziły jednostki armii węgierskiej a południowe – armii sowieckiej. Po 1958 mocno zaniedbany pałac przekształcono w dom starców. Do królewskich komnat wstawiono zwykle, żelazne łóżka a salę balową zdegradowano do roli świetlicy i sali telewizyjnej. Balkony dworu i przejazd przez środkowy ryzalit służyły jako skład węgla, w oranżerii urządzono pralnię a skrzydło południowe przebudowano na mieszkania. Pomimo iż budynek pałacu od 1951 miał status zabytku, nie dbano o jego utrzymanie i budynek zaczął chylić się ku upadkowi. Po 1981 przedłożono pierwsze plany renowacji budynku, których jednak z powodów finansowych nigdy nie zrealizowano. W 1984 zawalił się dach nad skrzydłem Szkoły Jeździeckiej.
Po 1990 budynek opuściły znajdujące się tu dotychczas instytucje a do 1994 gmach został całkowicie uporządkowany. W tym samym roku powołano fundację użyteczności publicznej, która postawiła sobie za cel restaurację i utrzymanie pałacu. Opracowano nowy pomysł wykorzystania pałacu i rozpoczęto jego etapową renowację. Odnowiono więźbę dachową i fasady budynku głównego i skrzydła południowego, odsłonięto malowidła ścienne i uzupełniono sztukaterię. Wnętrza musiały być pieczołowicie zrekonstruowane. W sierpniu 1996 odbudowane skrzydło środkowe udostępniono ponownie publiczności.

### Pałac obecnie

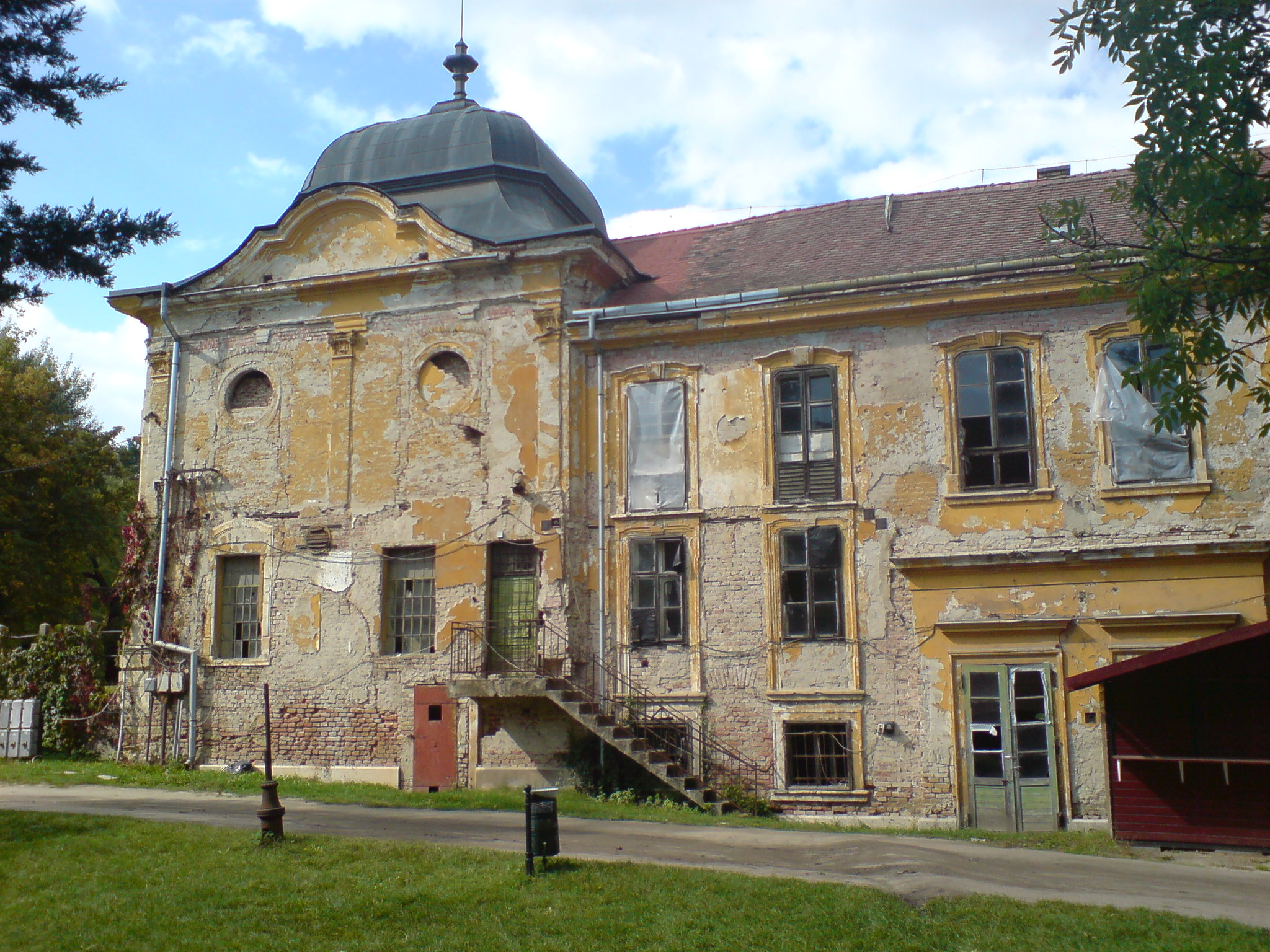
Skrzydło północne odgraniczające dziedziniec zewnętrzny (wrzesień 2008).

Pałac Królewski w Gödöllő odwiedza rocznie ponad 200000 gości. Od otwarcia w 1996 stał się jednym z najpopularniejszych celów wycieczek w okolice Budapesztu. Na piętrze pałacu ma siedzibę muzeum pałacowe. Wystawa „Grassalkovich i jego epoka“ ukazuje w siedmiu pokojach eksponaty związane ze środowiskiem społecznym inwestora pałacu, grafa Antala Grassalkovicha I. Z jednego z pokoi rozpościera się widok na kościół zamkowy, stanowiący samodzielne skrzydło pałacowe. Pozostałe pomieszczenia muzealne to pokoje Franciszka Józefa I i jego małżonki, królowej Elżbiety, z zachowanym w historycznym wystrojem z czasów, kiedy rodzina królewska zatrzymywała się w pałacu. Szczególną uwagę zwraca marmurowy pokój przygotowany na trzydniową wizytę cesarzowej Marii Teresy w 1751, służący później m.in. jako sypialnia królowej Elżbiety; w ostatnich pokojach na piętrze znajduje się poświęcona jej pamiątkowa wystawa. Są tu prezentowane przedmioty, obrazy i inne dzieła wybrane z muzealnych zbiorów wystawowych, które w latach 1908–1944 były eksponowane publicznie na zamku w Budzie a po zajęciu Budapesztu w 1944 uległy zniszczeniu. W okazałej sali reprezentacyjnej o wystroju rokokowym urządzane są koncerty, wesela i przyjęcia. 
Na parterze pałacu znajduje się kawiarnia, sklep z pamiątkami, biuro informacji turystycznej, atelier fotograficzne i pokoje wystawowe.
Od 2003 w pałacu działa teatr barokowy.
Oferta muzyczna pałacu to: festiwal wiosenny, koncerty zamkowe, festiwal muzyki kameralnej, Międzynarodowy Festiwal Muzyki Harfowej w Gödöllő (pierwsza połowa października) i Festiwal im. Ferenca Liszta (druga połowa października). 

## Architektura

### Pałac

#### Budynek pałacu
Zbudowanie pałacu powierzono pochodzącemu z Salzburga architektowi Andreasowi Mayerhofferowi (1690–1771), który zaprojektował m.in. kościół uniwersytecki w Budapeszcie i cerkiew Zwiastowania w Szentendre.

##### Budynki wokół cour d'honneur

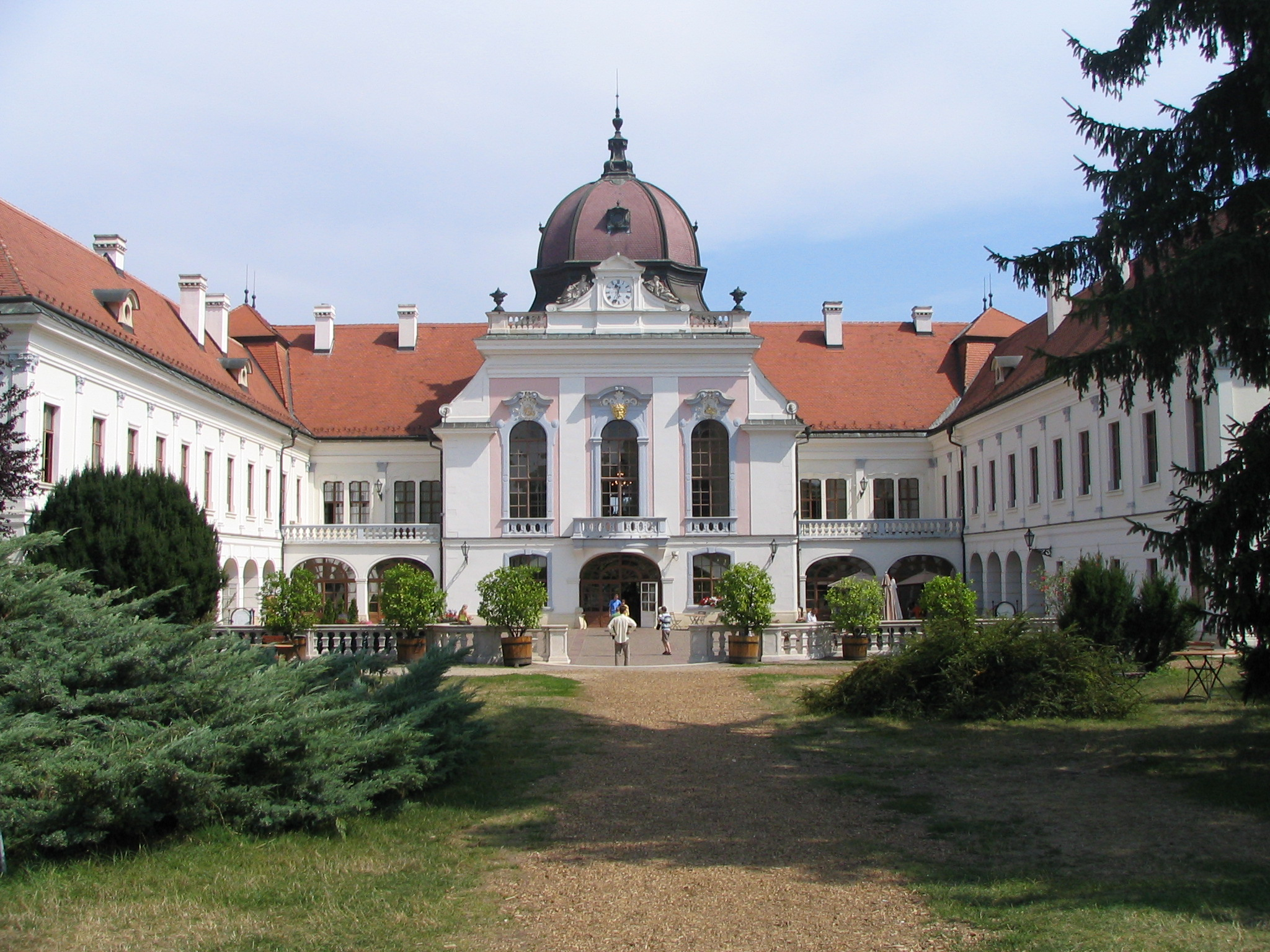
Widok cour d'honneur, otoczonego przez trzy pierwotne skrzydła pałacu. Za wysokimi, łukowymi oknami budowli środkowej znajduje się (od strony dziedzińca) wielka klatka schodowa.

Wprawdzie już w czasie budowy pałac był zaplanowany jako rezydencja dworska, jednakże ze względu na bezpieczeństwo część środkowa założenia została wzmocniona od strony miasta niskim bastionem, okna parteru zabezpieczono kratami a pawilony narożne, od 1785 zwieńczone dachami mansardowymi zostały pierwotnie zbudowane jako niskie wieże.
Barokowy plan założenia pałacowego, przewidujący, iż cour d'honneur skierowany jest w stronę miasta a część centralna bezpośrednio ku ogrodom, został w Gödöllő zrealizowany odwrotnie. Wprawdzie i tu Corps De Logis stanowi również punkt centralny założenia, to jednak cour d'honneur i otaczające go skrzydła boczne skierowane są ku ogrodom, a fasada główna zwrócona jest w stronę miasta. 
Budowla centralna w pałacu to dwukondygnacyjne założenie, z którego w kierunkach północnym i południowym wychodzą skrzydła boczne odgraniczające cour d'honneur. Część centralną budowli środkowej stanowi wysoki, zwieńczony kopułą ryzalit, w którym znajduje się centralna sala balowa i główna klatka schodowa. Kopuły wieńczące budowlę to czysto architektoniczne dekoracje, ponieważ ani położona od wschodu sala balowa ani znajdująca się na zachód od niej klatka schodowa nie mają odpowiednich sklepień. Kopuły te powtórzono w uproszczonej formie na narożnych pawilonach skrzydeł ogrodowych. Pałacowy portal został zbudowany również jako przejazd w stronę ogrodów, natomiast wejścia na schody prowadza z portalu poprzez wewnętrzny westybul, stanowiący przedłożenie sali balowej. Z budowli centralnej prowadzi wyjście na cour d'honneur o powierzchni 1000 m², który jest odgraniczony oboma skrzydłami bocznymi. Ten zespół budynków zbudowanych w kształcie podkowy w latach 1735–1745 stanowi pierwotne założenie; po przekazaniu go w 1867 parze królewskiej mieścił pokoje mieszkalne Franciszka Józefa (skrzydło północne) i Elżbiety (skrzydło południowe). 

##### Skrzydła ogrodowe

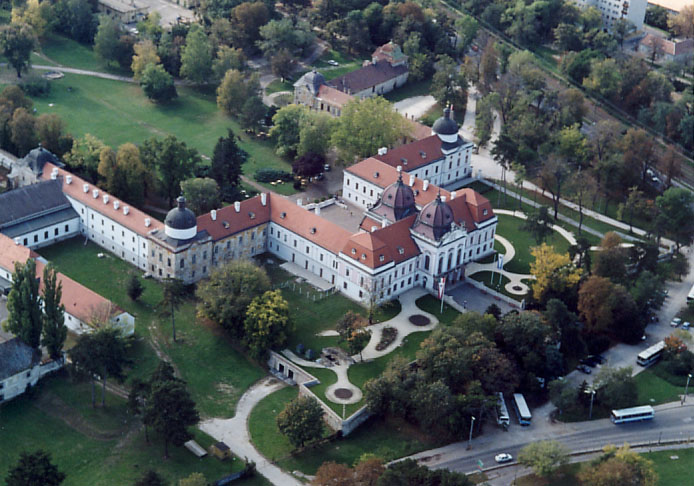
Widok z góry na założenie pałacowe. W centrum obrazu widoczna jest budowla środkowa przykryta dwiema kopułami oraz skrzydła boczne otaczające cour d’honneur. Po lewej znajdują się skrzydła mieszczące stajnie i teatr. Wyżej, po prawej stronie znajduje się skrzydło z kaplicami i bezpośrednio potem skrzydła starej i nowej oranżerii.

Ze skrzydeł królewskich okalających cour d'honneur wychodzą dalsze budynki, których narożniki łączą się pod kątem prostym ze skrzydłami bocznymi. Budynki te również opierają się na podstawowym planie pałacu stanowiąc jego powtórzenie w większej skali i tworzą w pewnym sensie drugi cour d'honneur ze znajdującego się pomiędzy nimi ogrodu. Budynki te pochodzą z okresu rozbudowy pałacu z lat 1746–1749. W skrzydle prowadzącym z cour d’honneur w kierunku północnym znajdują się kaplice zamkowe, w południowym zaś mieści stajnia dworska. Zakończenia tych skrzydeł zaakcentowane są pawilonami przykrytymi kopułami. Z pawilonów tych wychodzą kolejne długie skrzydła zewnętrznych budowli, pochodzących z drugiego okresu rozbudowy z lat 1752–1759. W skrzydle południowym znajdują się kolejne stajnie, szkoła jazdy i teatr dworski natomiast w suterenie skrzydła północnego znajdowała się pierwsza oranżeria, którą w czasach Antala Grassalkovicha III przebudowano na marmurową łaźnię a w czasach królewskich na pokoje gościnne i mieszkania dla urzędników. Te przebudowy pociągnęły za sobą dobudowanie do zewnętrznego skrzydła północnego nowej oranżerii, która stanowi punkt końcowy pałacu. Oba te północne skrzydła nie zostały dotychczas wyremontowane. 

#### Wyposażenie wnętrz
Na piętrze znajdują się reprezentacyjne apartamenty i salony pałacowe, podczas gdy na parterze są przeważnie pomieszczenia gospodarcze i pokoje gościnne. W czasach królewskich w paląco znajdowało się 136 pokoi mieszkalnych, z których 67 wykorzystywano do zakwaterowania osób pracujących w pałacu. 

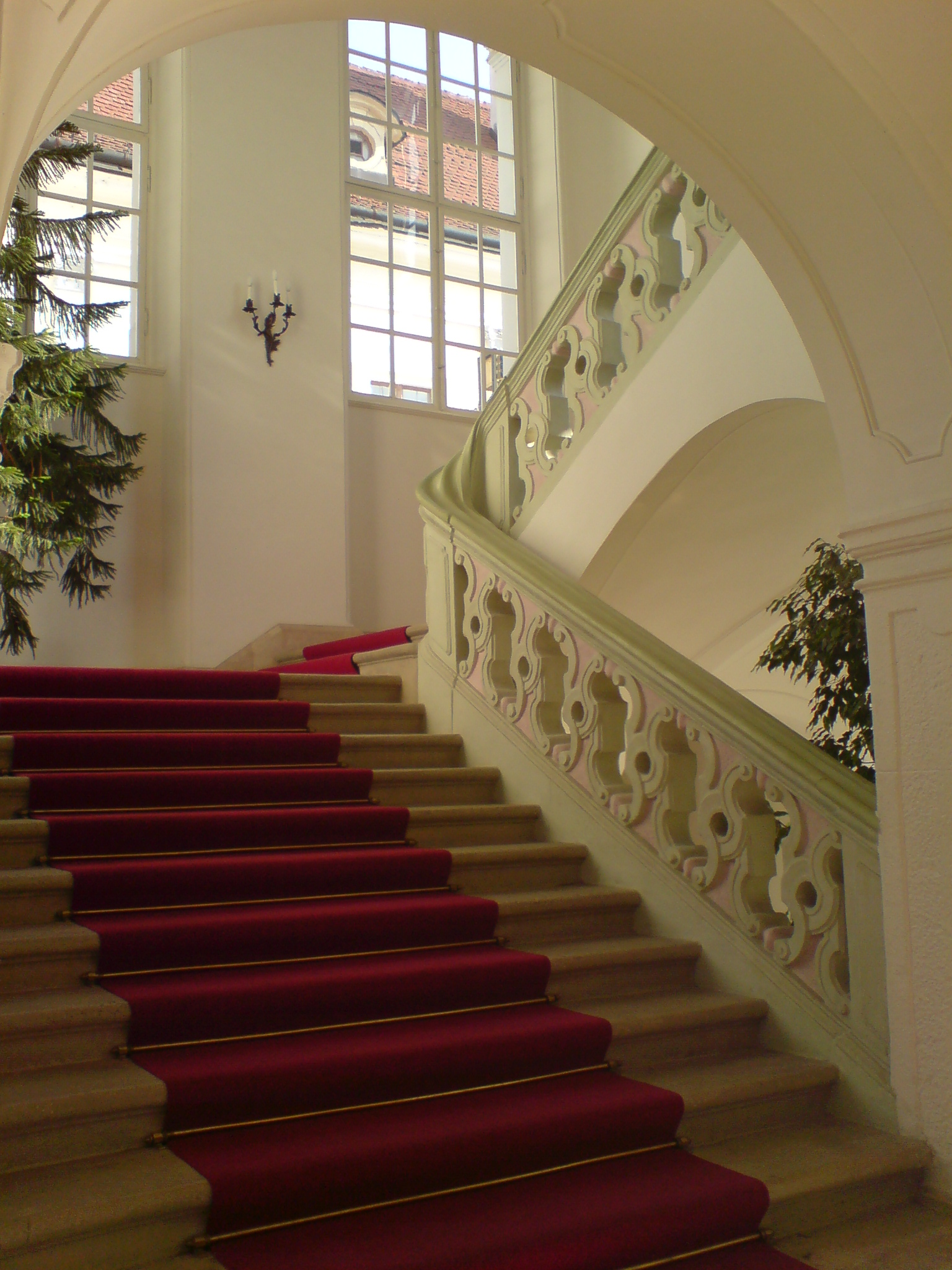
Klatka schodowa w ryzalicie środkowego budynku pałacu w Gödöllő

Pałac został w XIX w. wyposażony we wszelkie nowoczesne udogodnienia; w 1874 otrzymał oświetlenie gazowe a w 1898 elektryczne. Dodatkowo obok kominka i pieców zainstalowano ogrzewanie gorącym powietrzem.
Z ruchomego wyposażenia z czasów Grassalkovicha niemal nic się nie zachowało. Również umeblowanie z czasów królewskich zachowało się w stanie szczątkowym, większość padła łupem grabieży lub uległa zniszczeniu w wyniku braku konserwacji. Muzeum pałacowe postawiło sobie za zadanie zebrać i wyeksponować autentyczne przedmioty z czasów królewskich i, o ile to możliwe, odkupić należące wcześniej do pałacu elementy jego wyposażenia.
Zrekonstruowane dotychczas i dostępne dla publiczności 26 pomieszczeń w pałacowym muzeum ma kolorystykę i makaty ścienne w dużej mierze zgodne ze stanem z 1867. Eksponowane umeblowanie podobnie jak dekoracja stiukowa pochodzą przeważnie z epoki rokoka i neobaroku. Do najznamienitszych pomieszczeń w pałacu należą: znajdująca się w środkowym ryzalicie wielka (166 m²), utrzymana w biało-złotej kolorystyce sala balowa w stylu rokokowym oraz pokój Marii Teresy, urządzony w 1751 z okazji jej wizyty, służący później jako sypialnia królowej Elżbiety. 
Pałacowy teatr, mogący pomieścić 100 widzów, należy do najstarszych zachowanych teatrów na Węgrzech, chociaż w 1867 został zniszczony poprzez położenie dwóch ślepych pułapów i zrekonstruowany w 1986 w trakcie prac restauracyjnych. 
Kościół dworski w skrzydle północnym służy dzisiaj również jako kościół parafialny miasta Gödöllő.

#### Pałac w Gödöllő wzorcową budowlą swoich czasów

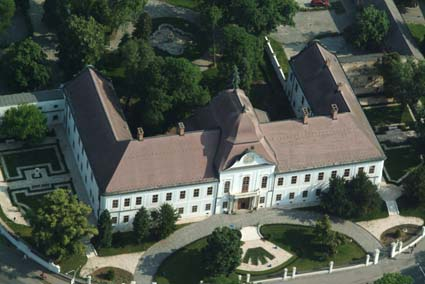
Pałac w Hatvanie jest jednym z tzw. „Pałaców Grassalkovicha“

Po długim okresie tureckiego panowania nad Węgrami i w późniejszym okresie politycznego zamętu w kraju, pałac w Gödöllő stał się jedną z pierwszych większych, dworskich budowli świeckich. Stał się tym samym przykładem dla innych założeń pałacowych na Węgrzech, które zbudowano w tzw. „stylu Grassalkovicha“. Często powracający motyw to dwukondygnacyjny budynek z niską sutereną i reprezentacyjnym piano nobile na piętrze, wystającym, trzyosiowym ryzalitem środkowym z zamaszystą konstrukcją dachową lub dopasowaniem dworu do założenia parkowego. Do pałaców Grassalkovicha zaliczane są m.in. następujące budowle:
- Pałac Nagytétény znajdujący się na południowo-zachodnich obrzeżach Budapesztu. Jego fasada stanowi niemal dokładną kopię głównego, trójskrzydłowego założenia w Gödöllő;
- Pałac Grassalkovicha w Bratysławie, zbudowany w okresie panowania węgierskiego według projektu Andreasa Mayerhoffera również opiera się na założeniach budowlanych pałacu w Gödöllő i wydaje się być rozszerzonym wariantem tamtejszego Corps De Logis; podobnie rzecz się ma z pałacem w Hatvanie czy pałacem Rádaya w Pécelu na wschód od Budapesztu;
- Natomiast odwrotny porządek z cour d'honneur otwartym w kierunku ogrodu spotkać można w Pałacu Festeticsów w Keszthely.

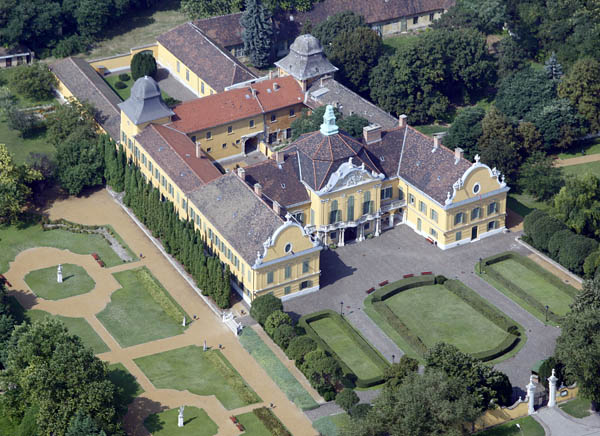
Pałac Nagytétény w Budapeszcie
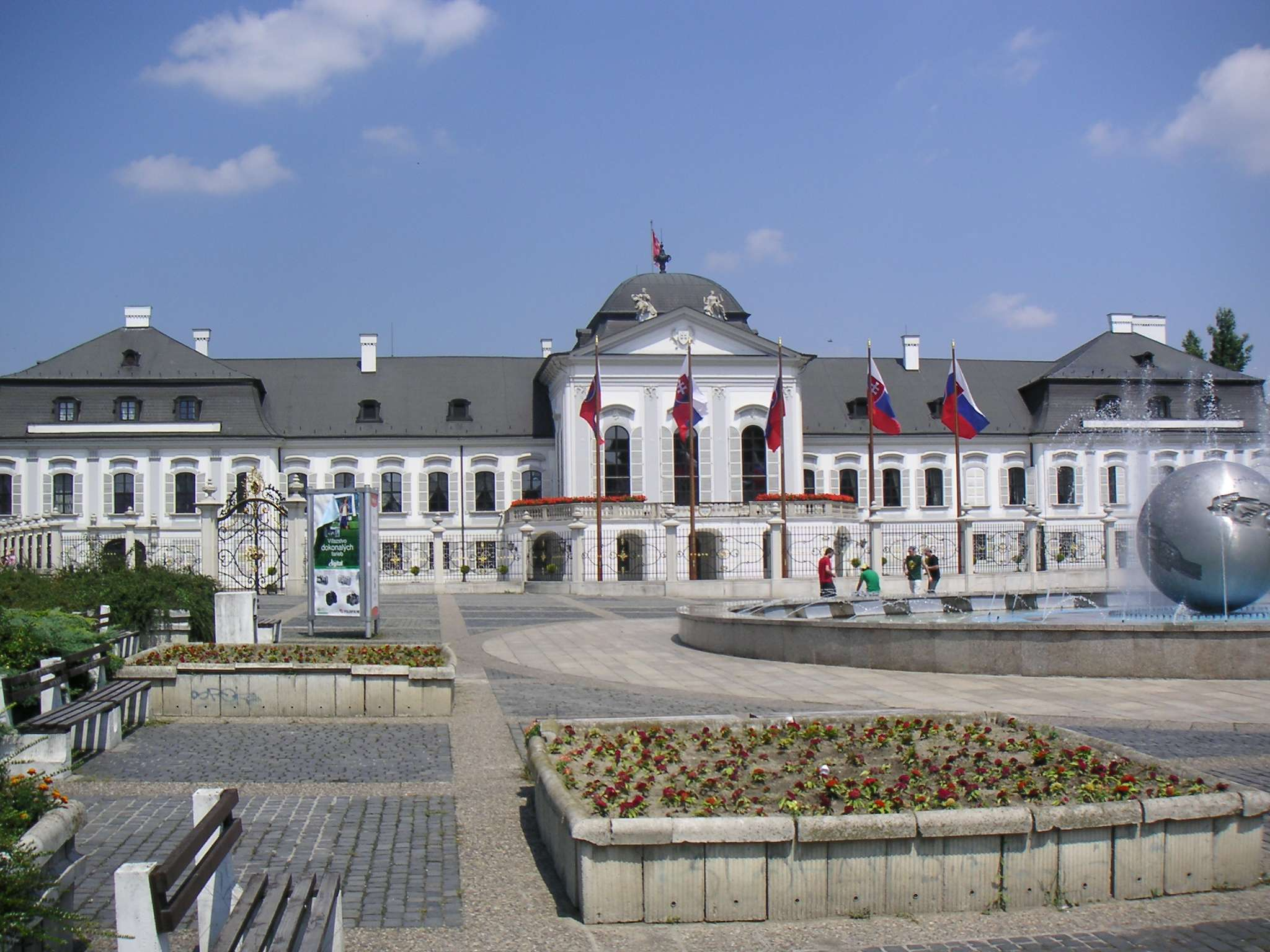
Pałac Grassalkovicha w Bratysławie
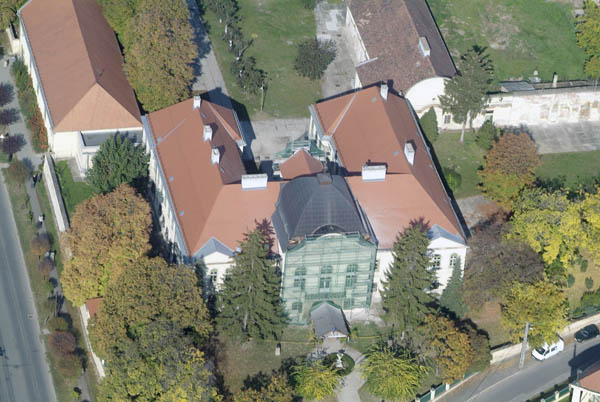
Pałac Rádaya w Pécelu
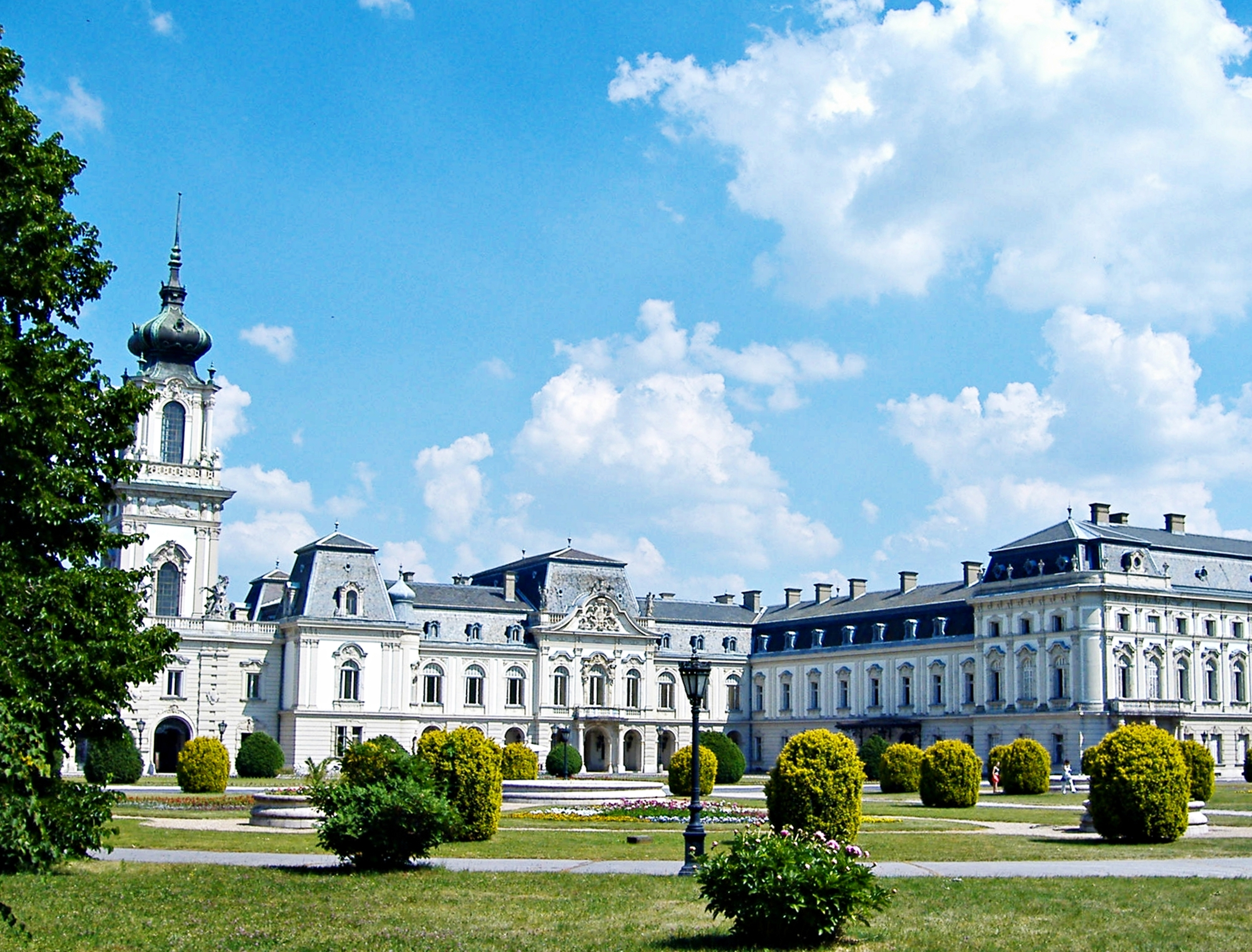
Pałac Festeticsów w Keszthely

### Park
Do pałacu należały dawniej dwa rozległe tereny ogrodowe; ogród dolny rozciągający się od skrzydła środkowego i ciągnący od cour d'honneur w kierunku zachodnim ogród górny.

#### Ogród górny

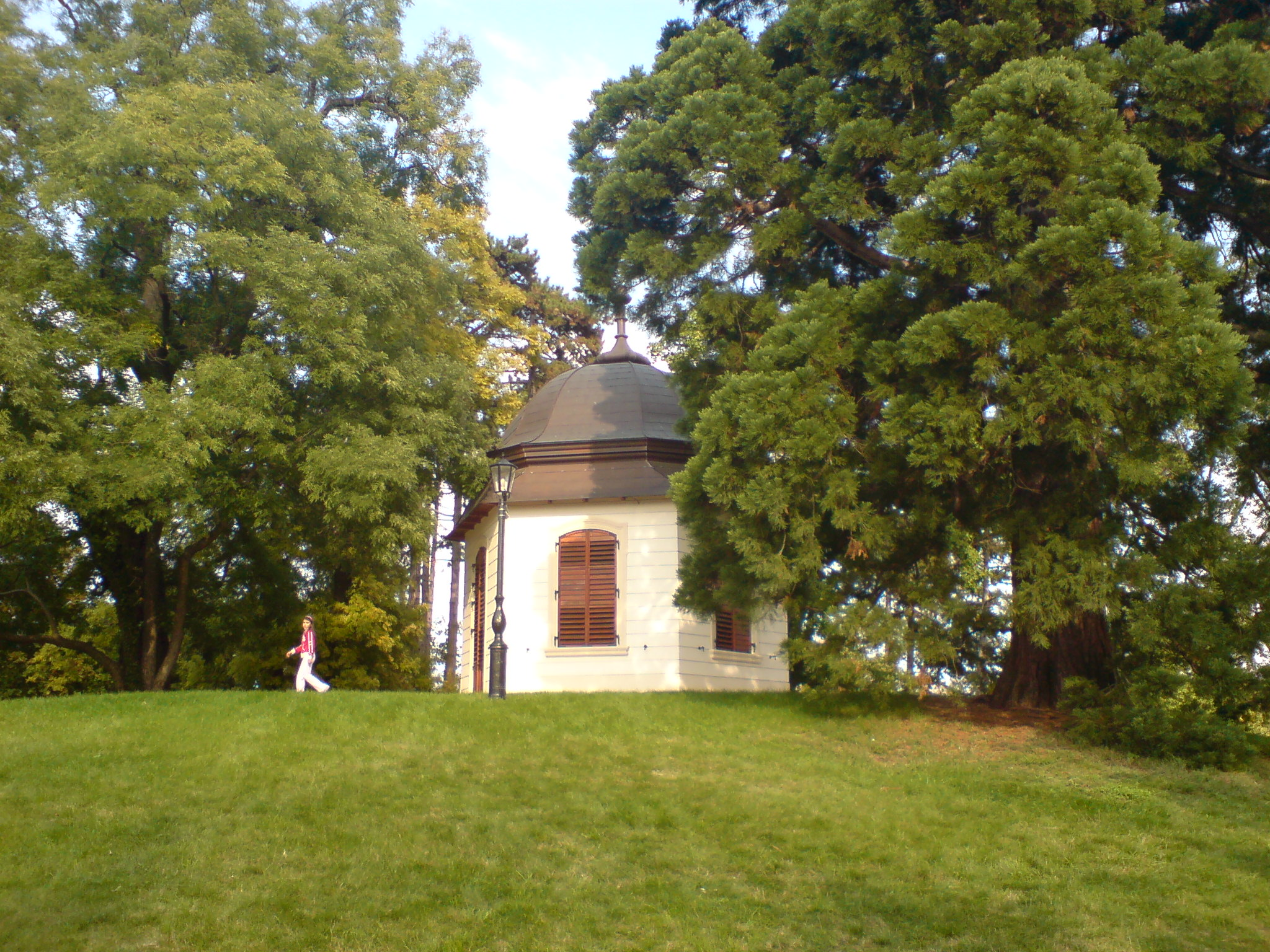
Pawilon królewski w górnym ogrodzie

Przed zachodnią fasadą pałacu rozciągał się w czasach Antala Grassalkovicha I duży ogród, oparty na wzorze ogrodu francuskiego. Ogród ten, z geometrycznym założeniem parteru ogrodowego był ozdobiony typową dla tamtych czasów grupą rzeźb przedstawiających postacie z mitologii greckiej. Rozciągał się on na odległość 440 m, począwszy od pałacu aż do murów okalających park. Z roślinności, jaka porastała ten stary barokowy ogród, do którego należał również labirynt roślinny, pozostały dziś zaledwie resztki. Do nielicznych reliktów przypominających barokowe założenie należy aleja kasztanowa prowadząca do południowego skrzydła pałacu. Zachował się również tzw. „królewski pawilon“, herbaciarnia na planie sześciokąta z 1760, której ściany wewnątrz zdobią portrety węgierskich królów.
Po tym jak pałac i ogrody zostały w czasach Antala Grassalkovicha II zaniedbane, Antal Grassalkovich III w 1817 zlecił, z inicjatywy swojej małżonki, Leopoldiny Esterházy, ukształtowanie górnego ogrodu na wzór ogrodu angielskiego. Mury zostały zburzone a ogród poszerzono urządzając w nim kręte drogi i sadząc grupy drzew. Ten nowy park zdziczał w czasach niepewnych stosunków własnościowych po śmierci księcia.

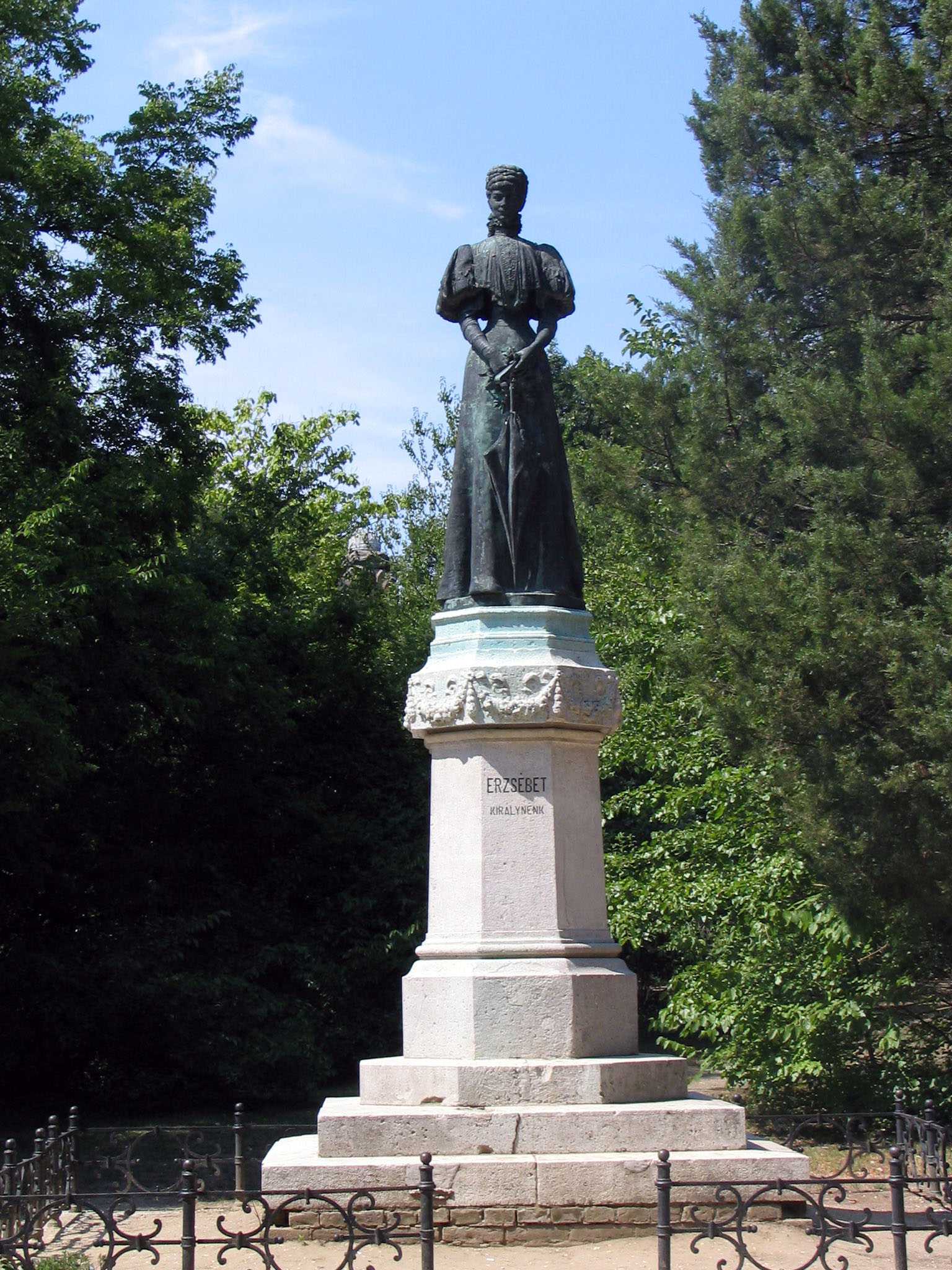
Pomnik królowej Elżbiety w pałacowym parku

Z okazji przejęcia pałacu przez dynastię węgierską teren ogrodu został po 1867 zalesiony i na nowo uporządkowany. Z tego kresu pochodzi położona od strony południowej palmiarnia, będąca w pewnym sensie pendant do północnej oranżerii. Stanowi  ona dziś własność prywatną miejscowego zakładu ogrodniczego. Pobyty rodziny królewskiej w Gödöllő miały miejsce z okazji mniej wystawnych ceremonii, niż te w pałacach Wiednia. Tak więc i ogród służył mniej reprezentacyjnym zadaniom i mógł być wykorzystywany bardziej do prywatnych rozrywek. Z tego powodu zbudowano w nim również kręgielnię, a także stanowisko strzeleckie do strzelania do rzutków. 
Po śmierci królowej Elżbiety w 1898 urządzono na północno-zachodnich zboczach górnego ogrodu tzw. "park Elżbiety", teren parkowy podobny w charakterze do lasu, który został obsadzony 98 różnymi gatunkami wiecznozielonych krzewów i drzew a w 1901 ustawiono w nim posąg królowej. Za czasów Miklósa Horthyiego dokonano tu jedynie drobnych zmian, budując na dziedzińcu fontannę, a także, zachowany do dziś, basen pływacki oraz kąpielisko i korty tenisowe.
W czasie II wojny światowej w grudniu 1944 przez Gödöllő przeszedł front a założenie ogrodowe zostało zniszczone. W okresie okupacji sowieckiej i późniejszego wykorzystania pałacu jako domu starców nie dbano już o ogród; zamiast tego na łąkach zbudowano garaże a wiele starych drzew wycięto na opał.
Od 1994 trwa powolna rekonstrukcja ogrodu krajobrazowego, ale do dziś nie jest ukończona a z powodów finansowych posuwa się bardzo wolno.
Ogród nadal robi wrażenie zachowanego w pierwotnym stanie, brakuje niemal całkowicie tak typowych elementów dekoracyjnych jak przesieki widokowe czy naturalne drogi wodne. Od 1997 na 28-hektarowej powierzchni górnego ogrodu znajduje się rezerwat przyrody.

#### Ogród dolny

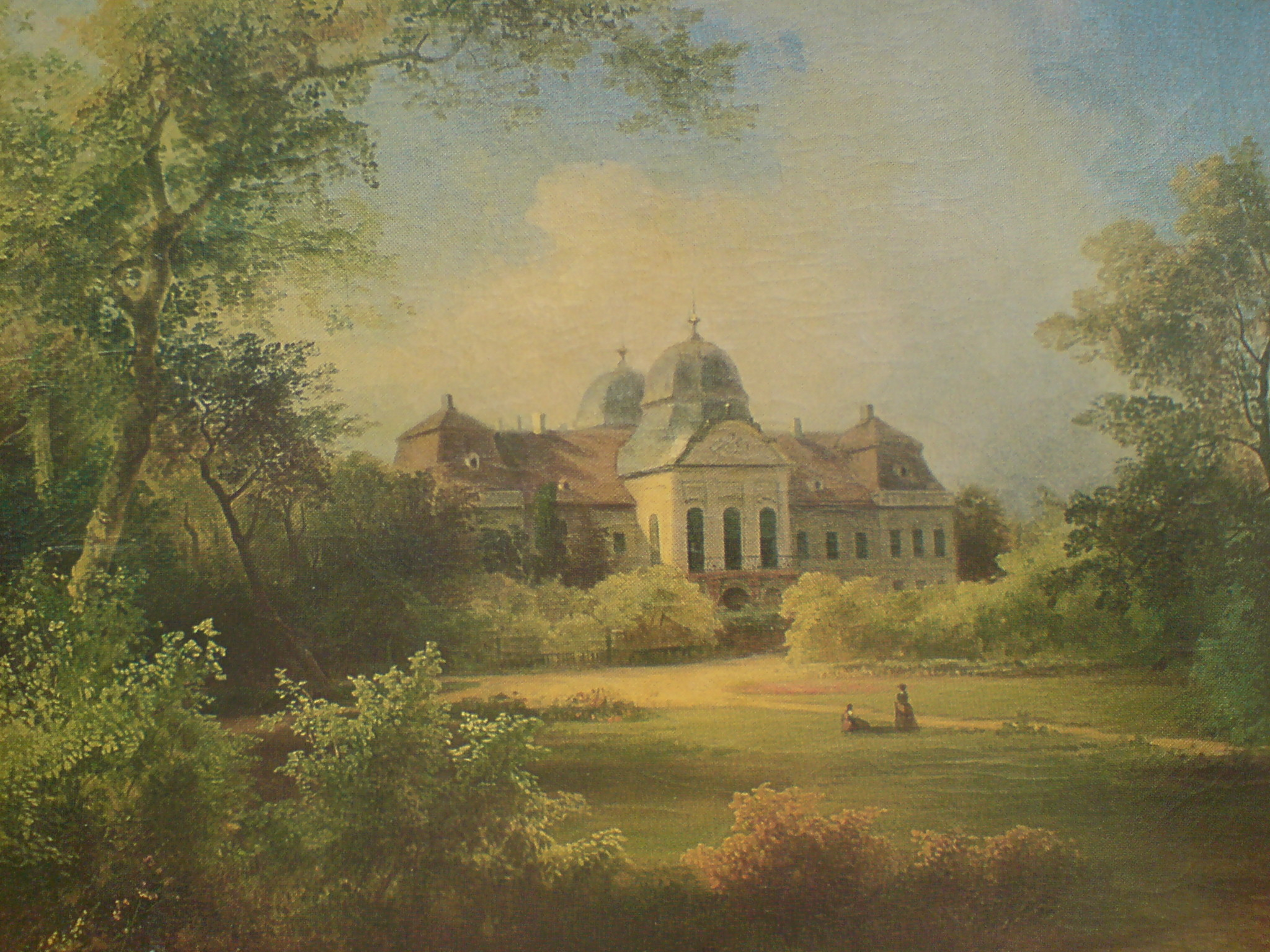
Pałac widziany z dolnego ogrodu, 1869. Fragment obrazu Sándora Brodszkyego

Ogród dolny pełnił raczej praktyczną, niż dekoracyjną funkcję. Pierwotnie służył do zaopatrzenia dworu, później były tu ogródki warzywne, bażantarnia i wybieg dla dzikich zwierząt. W czasach Antala Grassalkovicha III również ten obszar przekształcono urządzając przed główną fasadą pałacu dwa duże stawy łabędzie, które w czasach królewskich zostały zasypane. Ogród dolny był, w przeciwieństwie do górnego, dostępny również dla ludności.
Oprócz zrekonstruowanego i obsadzonego roślinnością bastionu przed skrzydłem środkowym pałacu po ogrodzie dolnym pozostały ledwie widoczne ślady, wskazujące na planowe ukształtowanie terenu. Roślinność zdziczała a teren wygląda w dużej mierze jak krajobraz z roślinnością naturalną. 
Po drugiej wojnie światowej teren ogrodu dolnego przeszedł w posiadanie miasta Gödöllő i został częściowo zabudowany domami mieszkalnymi oraz innymi budynkami.